# Chiarò
Il Chiarò (Rieka in Sloveno) è un fiume del Friuli-Venezia Giulia, il cui corso è completamente compreso nella provincia di Udine.

## Percorso
Nasce sul monte Joanaz in località Masarolis, nel comune di Torreano ma viene chiamato Rieka, dallo sloveno "fiume", dando anche il nome a un piccolo borgo ormai disabitato: si inizia a chiamare "Chiarò", solo in località Laurini. Da anche il nome a Canalutto. Bagna da nord a sud il territorio di questo comune e nei pressi di Togliano accoglie le acque dello Sclesó. Entra nel comune di Moimacco per poi sfociare nel Malina, che a sua volta sfocia nel torrente Torre.